# Manucódio-engelhado
Ave-do-paraíso-metálica ou manucódio-engelhado (Manucodia chalybatus) é uma espécie de ave-do-paraíso.

## Descrição
O manucódio-engelhado é um pássaro de médio porte, chegando até 36 cm de comprimento, azul esverdeado, preto e com brilho púrpura com uma longa cauda graduada, com íris vermelha, e penas do pescoço e peito superiores azuladas, levemente enrugadas. Ambos os sexos são semelhantes em aparência, no entanto, a fêmea é ligeiramente menor e mais opaca. Esta espécie se assemelha ao manucódio-de-jóbi em aparência, sendo distinguido pelas penas bronzeadas do pescoço amarelo-esverdeado.